# MOTi
MOTi, de son vrai nom Timotheus Romme, dit Timo Romme, né le 23 mars 1987 à Amsterdam, est un disc jockey et producteur de musique néerlandais. Il est connu pour ses collaborations avec des artistes tels que Tiësto, Martin Garrix et Major Lazer.

## Biographie
MOTi sort son premier single Circuits en 2012, qui a été publié sur le label d'Afrojack, Wall Recordings. À la fin de 2012, il est sollicité pour les remixes officiels de Flo Rida, Tiësto et Far East Movement. MOTi diffuse fréquemment des singles sur Spinnin Records et le label de Tiësto, Musical Freedom, et il a collaboré avec des artistes comme Tiësto, Major Lazer et Dzeko & Torres. Sa collaboration en 2014 avec Martin Garrix, Virus (How About Now), a atteint le numéro 27 sur le Top 100 des charts néerlandais. Fréquemment en tournée, MOTi a joué dans des festivals majeurs tels que Amsterdam Dance Event, Creamfields UK, Nocturnal Wonderland ou encore Tomorrowland.

### Musical Freedom et Spinnin' Records (2013-2014)
Le 8 mars 2013, MOTi sort Krack!, son premier single, chez Spinnin Records. Le titre entre dans le Beatport Top 100. Ensuite, MOTi sort un remix officiel pour Next To Me, un single d'Emili Sande. Le single NaNaNa de MOTi avec Alvaro a été publié par Hysteria Recs, le 3 juin 2013. Le 25 juin 2013, il a collaboré avec Tiësto sur Back To The Acid, qui serait sa première sortie sur Musical Freedom. MOTi a remixé Hello par les Stafford Brothers, qui est resté au n°1 sur le Hip Hop de Beatport pendant environ deux mois. MOTi a sorti plusieurs singles sur Spinnin' Records, dont Dynamite avec Quintino en septembre, et Heat It Up en novembre. Dynamite a atteint le 10e rang sur le Beatport Top 100. Il a signé avec Red Light Management de Tiësto à la fin de 2013. Peu de temps après, il participe au Amsterdam Dance Event mixant au Ziggo Dome sous l'égide du Heineken Star Club aux côtés de Tiësto,Calvin Harris et d'autres.
Le 10 février 2014, MOTi  sort Don't Go Lose It sur Musical Freedom. Par la suite la collaboration avec DVBBS This Is Dirty sort en avril. MOTi sort Crash avec Quintino en juillet et Zeus avec Kenneth G en septembre. MOTi a joué à un certain nombre de festivals électroniques à l'été 2014. À commencer par l'Ultra Music Festival à  Miami. En juillet 2014, il a joué au club Hakkasan à Las Vegas alors que d'autres concerts comprenaient Electric Daisy Carnival à Las Vegas, Creamfields UK, Nocturnal Wonderland et Tomorrowland. Après s'être lié d'amitié de Martin Garrix en 2011, les deux ont commencé à collaborer à un nouveau projet en 2014. Expliqué MOTi: « Je pense que nous étions sur Skype et je travaillais sur « Virus », et Martin a vraiment aimé la première idée que j'ai faite et la mélodie du drop. Il a ajouté sa dégradation malade et nous avons terminé la piste ensemble.. » Le 13 octobre 2014, ils sortent Virus (How About Now) sur Spinnin' Records, qui a atteint le numéro 1 sur le Beatport 100. Elle a également bien fonctionné sur les charts internationaux, atteignant le n° 27 dans le Top 100néerlandais , n° 34 sur Ultratop en Belgique, n° 50  en France, n° 94 sur GfK Entertainment en Allemagne, et n° 24 dans le Billboard Top Dance Songs. Le 17 novembre 2014, il sort Lion (In My Head) sur Spinnin' Records.

## Discographie

### Singles
2012
- MOTi & Quintino - Kinky Denise [Wall Recordings]

2013
- MOTi - Krack! [Spinnin Records]
- MOTi & Alvaro - NaNaNa [Hysteria Recs]
- MOTi & Tiësto - Back To The Acid [Musical Freedom]
- MOTi & Quintino - Dynamite [Spinnin Records]
- MOTi - Heat It Up [Spinnin Records]

2014
- MOTi - Don't Go Lose It [Musical Freedom]
- MOTi & DVBBS - This Is Dirty [Musical Freedom]
- MOTi & Quintino - Crash [Spinnin Records]
- MOTi & Kenneth G - Zeus [Musical Freedom]
- Martin Garrix & MOTi - Virus (How About Now) [Spinnin Records]
- MOTi - Lion (In My Head) [Musical Freedom]
- MOTi & Dzeko & Torres - Ganja [DOORN Records]

2015
- MOTi & Tiësto - Blow Your Mind [Musical Freedom]
- MOTi - Valencia [Musical Freedom]
- MOTi - House Of Now (Tiësto Edit) [Musical Freedom]
- MOTi featuring Jonathan Mendelsohn - Ghost in the Machine [Spinnin Records]
- MOTi & W&W - Spack Jarrow [Musical Freedom]
- Major Lazer & MOTi featuring Ty Dolla Sign & Kranium & Wizkid - Boom [Mad Decent]
- Sander van Doorn& MOTi - Lost [Spinnin Records]

2016
- MOTi & Patrolla vs. Adamski featuring Seal - Killer [Musical Freedom]
- MOTi - Turn Me Up (VIP Mix) [Musical Freedom]
- Bassjackers & Joe Ghost featuring MOTi - On The Floor Like [Spinnin Records]
- MOTi - Turn Me Up [Virgin]
- MOTi - Louder [Spinnin' Records]

2017
- MOTi & Friends - Opera
- Jay Hardway & MOTi ft. Babet - Wired [Spinnin Records]

## Remixes
2013
- Stafford Brothers & Lil Wayne & Christina Milian - Hello (MOTi Remix)
- Daddy's Groove & Mindshake - Surrender (MOTi Remix)

2014
- Example - Kids Again (MOTi Remix)
- Tiësto featuring DBX - Light Years Away (Tiësto & MOTi Remix)

2015
- Major Lazer & DJ Snake featuring MØ - Lean On (Tiësto & MOTi Remix)
- Matthew Koma - So F**kin' Romantic (MOTi Remix)
- DVBBS - White Clouds (MOTi Remix)

2016
- Galantis - No Money (MOTi Remix)

2018
- Pink - Beautiful Trauma (MOTi Remix)
- Calum Scott - You Are the Reason (MOTi Remix)
- Selena Gomez & Marshmello - Wolves (MOTi Remix)
- Echosmith - Over My Head (MOTi Remix)
- SeeB featuring Dagny - Drink About (MOTi Remix)
- Kivah - All You Sexy Ladies (MOTi Remix)
- Cash Cash featuring Abir - Finest Hour (MOTi Remix)
- Elephante featuring Nevve - Otherside (MOTi Remix)
- Fais - Make Me Do (MOTi Remix)

2019
- Vice & Jason Derulo featuring Ava Max - Make Up (MOTi Remix)
- Robin Schulz featuring Erika Sirola - Speechless (MOTi Remix)
- Bombs Away featuring Reigan - You Gotta Be (MOTi & Terry McLove Remix)
- The Chainsmokers - Kills You Slowly (MOTi Remix)
- Why Don't We & Macklemore - I Don't Belong In This Club (MOTi Remix)
- Cliq featuring Caitlyn Scarlett, Kida Kudz & Double S - Dance on the Table (MOTi Remix)
- Stanaj - Love Me (MOTi & Terry McLove Remix)
- The Knocks & Kah-Lo - Awa Ni (MOTi Remix)
- R3hab & Julie Bergan - Don't Give Up On Me Now (MOTi & Terry McLove Remix)
- Gryffin & Carly Rae Jepsen - OMG (MOTi Remix)
- Dave Winnel & Dmlt - Always Feel Like (MOTi Remix)

2020
- Ava Max - Kings & Queens (MOTi Remix)

2022
- Ava Max - Maybe You're The Problem (MOTi Remix)